# URTES-Netz
Das URTES-Netz (UHF-Radio-Telefonie-System) war ein Mobilfunksystem für Telefonie aus der DDR. Es wurde ab 1981 in Mexiko eingeführt.

## Technische Daten
Das Netz im UHF-Bereich hatte jeweils eine Reichweite von etwa 40 Kilometern vom Teilnehmer mit einem Mobilfunktelefon UDS 721 U zur Basisstation, mit maximal 120 Teilnehmern.

## Entstehung
Entwickelt, geliefert und installiert wurde es innerhalb von 18 Monaten vom VEB Funkwerk Köpenick, einem Betrieb des VEB Kombinat Nachrichtenelektronik unter der Leitung von Gottfried Schuppang. Das Netz war international ausgeschrieben worden und das Kombinat hatte den Auftrag gewonnen.

## Verwendung
Eröffnet wurde es am 12. September 1981 von damaligen Präsident Mexikos José López Portillo, indem er aus Nopaltepec im Beisein Erich Honeckers mit dem damaligen Gouverneur des Bundesstaates Guerrero, Cervantes Delgado telefonierte, der sich zu dem Zeitpunkt in einem abgelegenen Bergdorf, ohne Anschluss an das Telefonnetz befand. Honecker befand sich damals zu einem Staatsbesuch in Mexiko.
Das System wurde in andere Bundesstaaten Mexikos, nach Algerien und Mosambik geliefert. Die DDR erlöste einige Millionen in Devisen. Als es infolge der Wende einen Mangel an Telefonanschlüssen gab, wurde das System in dieser Zeit im Herstellerwerk noch einmal kurz für den öffentlichen Telefonverkehr aktiviert.